# Mystacides azureus
Mystacides azureus – gatunek owada z rzędu chruścików i rodziny Leptoceridae. Larwy prowadzą wodny tryb życia, budują przenośne domki.

## Występowanie
Mystacides azurea występuje w całej Europie z wyjątkiem Islandii, ponadto m.in. w Japonii i na Kaukazie, larwy spotykane w jeziorach, rzekach, estuariach, w górach sporadycznie. W Polsce podawany z całego kraju. Limnebiont związany z elodeidami i dnem niezarośniętym, raczej preferuje jeziora śródleśne.
Na Pojezierzu Pomorskim występuje w większości badanych jezior lobeliowych, preferuje strefę elodeidów i izoetydów. Larwy złowiono także w jeziorze Dołgie Wielkie. Na Pojezierzu Mazurskim larwy złowione w niewielu jeziorach, głównie w jeziorach śródleśnych, strefie helofitów oraz elodeidów. Nie złowiono go na Pojezierzu Łęczyńsko-Włodawskim, obecny natomiast w Jeziorze Kierskim na Pojezierzu Wielkopolskim. Imagines łowione nad starorzeczami w Górach Świętokrzyskich. W Tatrach larwy łowiono w jeziorach znajdujących się w strefie lasu.
W Finlandii występuje bardzo pospolicie w jeziorach, stawach i zalewach morskich. Rzadki w kwaśnych jeziorach południowej Norwegii. W Karelii larwy łowiono w litoralu piaszczystym lub piaszczysto-kamienistym oraz zbiornikach lasotundry. Na Łotwie stosunkowo często spotykany w jeziorach o niskiej trofii. Obecność stwierdzona w jeziorach Estonii, Litwy, Niemiec, Irlandii. We Włoszech złowiony w jeziorze przepływowym oraz jeziorze Trasimeno. Spotkany w jeziorach przepływowych byłej Jugosławii choć częściej w ciekach.